# 理查德·鲍立克

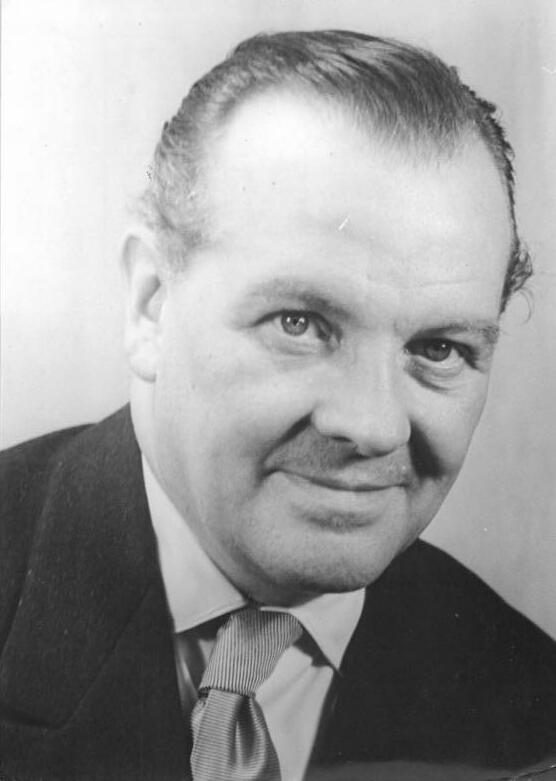
理查德·鲍立克

理查德·鲍立克（Richard Paulick ，1903年11月7日-1979年3月4日）是一位德国建筑师。

## 生平
他生于罗斯劳。 他曾在德累斯顿工业大学、柏林工业大学學習建築。 畢業後他加入瓦爾特·格羅佩斯的建筑工作室团队。 
大萧条期間的1930年，他被瓦爾特·格羅佩斯解僱。理查德·鲍立克在柏林成立了自己的建筑事务所。 三年後建筑事务所倒閉。
理查德·鲍立克在二十出頭就加入了德国社会民主党。理查德·鲍立克還是德国社会主义工人党的創黨黨員。 1933年，希特勒政府上台後， 德国社会主义工人党被取缔。而理查德·鲍立克本人自稱自己反纳粹並同情犹太人。 
1933年夏天，在當時正待在上海的鲁道夫·汉堡的邀请下，理查德·鲍立克來到上海。 。他在沙逊家族的企業任職，參與沙逊大厦和百老汇大厦的室内设计。1936年，他和他的兄弟在上海创办了自己的室內設計設計公司。 1938年，鲍立克到上海5年后的护照到期，由于納粹德國怀疑他是布尔什维克以及勾結猶太人，拒绝为他更新护照，理查德·鲍立克一度成為无国籍者。由於鲍立克的妻子沒有和他一起來上海，兩人離婚。鲍立克又與犹太人結婚。鲍立克在自己位於同孚大楼的公寓里收藏有马克思主义读物，他還經常在家中接待史沫特莱。1943年他還在圣约翰大学建筑工程系獲得教職，教授室内设计、建筑设计和都市计划。 日本投降後，1945年10月17日，鲍立克作為上海唯一一位教授都市规划的大学教授，参加了上海市工务局举行的筹备设立上海都市计划委员会的會議，之後他出任上海都市计划委员会技术顾问，先后参与大上海都市计划初稿、二稿和三稿的编制。
1949年，理查德·鲍立克回到東德。  他参与重建柏林國立歌劇院。他还参与了德累斯顿的重建工作。1957年，他加入了德国统一社会主义党。他還负责霍耶斯韦达的一个新城开发项目。 1974年，理查德·鲍立克退休，而且卸下了所有公职。最終他在东柏林去世。  